# Shoggoth

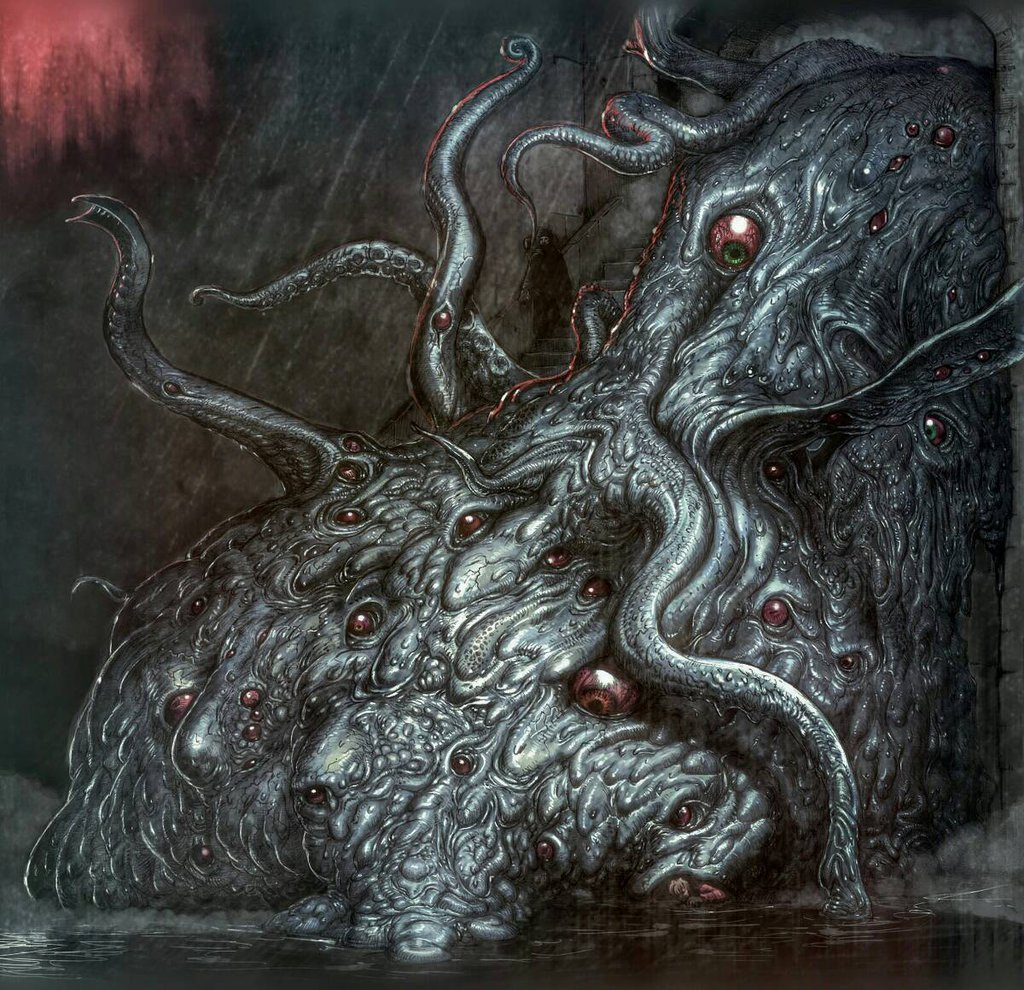
Een Shoggoth

Een shoggoth (soms ook geschreven als shaggoth) is een fictief monsterlijk wezen uit de Cthulhu Mythos van H.P. Lovecraft. Het wezen wordt voor het eerst bij naam genoemd in Fungi from Yuggoth (1929) en nader omschreven in At the Mountains of Madness (1931).

## Achtergrond
De Shoggoth zijn een creatie van de Elder Things. Volgens een omschrijving uit At the Mountains of Madness is hun uiterlijk lastig in woorden te omvatten, maar zien ze er nog het meest uit als enorme amoebe-achtige wezens, met een lichaam dat van teer lijkt te zijn gemaakt. Ze kunnen van vorm veranderen maar zijn in hun voornaamste vorm protoplasmatisch; ze hebben geen kenmerkende lichaamsdelen maar kunnen als ze dat willen zichzelf organen, armen of benen geven. Ze zijn groter dan een metrotrein en verrassend snel.
Abdul Alhazred, de schrijver van de Necronomicon, vond alleen al het idee dat deze wezens zich op aarde zouden bevinden angstaanjagend.
De Elder Things gebruikten de Shoggoth als werkers. De Shoggoth hadden geen echt bewustzijn en werden door de Elder Things gecommandeerd via hypnotische suggesties. De Shoggoth bouwden de onderwatersteden voor hun meesters. Door miljoenen jaren evolutie kregen enkele Shoggoth uiteindelijk een eigen wil en gingen zich tegen hun meesters verzetten. De Elder Things konden deze opstand onderdrukken, maar wilden de Shoggoth niet vernietigen daar ze volledig van hen afhankelijk waren geworden voor het zware werk.
Binnen de Cthulhu Mythos wordt gesuggereerd dat de Shoggoth mogelijk hebben bijgedragen aan het ontstaan van Ubbo-Sathla; de godheid die het leven op aarde zou hebben gecreëerd. Ze duiken behalve in At the Mountains of Madness ook op in andere verhalen uit de Mythos, vaak als dienaren of gevangenen van andere bovennatuurlijke wezens.

## In andere media
- Shoggoth spelen een rol in het rollenspel Call of Cthulhu.
- Shoggoth kunnen net als Cthulhu worden opgeroepen in het spel Scribblenauts.
- Shoggoth zijn de voornaamste antagonisten in de roman The Spiraling Worm van David Conyers en John Sunseri.
- Een Shoggoth is een eindbaas in het spel Call of Cthulhu: Dark Corners of the Earth.